# Neomammillaria gigantea
Neomammillaria gigantea là một loài thực vật có hoa trong họ Cactaceae. Loài này được (Hildm. ex K. Schum.) Britton & Rose mô tả khoa học đầu tiên năm 1923.